# Contra-compositie XV
Contra-Compositie XV (Duits: Kontra-Komposition XV, Engels: Counter-Composition XV, Frans: Contre-Composition XV, Italiaans: Contro-Composizione XV) is een schilderij van de Nederlandse schilder Theo van Doesburg in Muzeum Sztuki w Łodzi in Łódź.

## Het werk

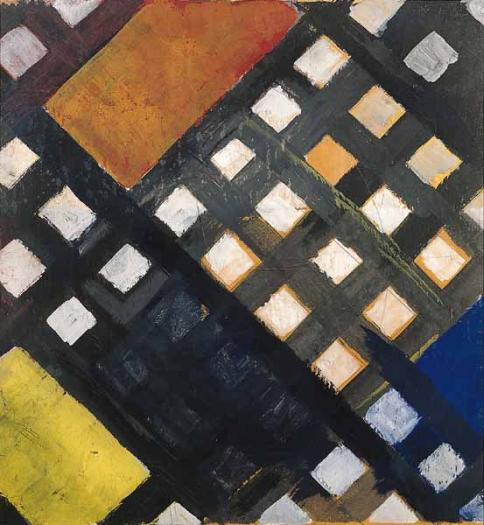
Theo van Doesburg. Studie voor Contra-compositie XV. 1925 (?). Gouache op papier. 50,7 × 50 cm. Utrecht, Centraal Museum.

Het is rechtsonder gesigneerd en gedateerd 'THEO V.D.25'. Contra-compositie XV is het tiende schilderij in de serie contra-composities, waarmee Van Doesburg in 1924 begon. Het heette aanvankelijk dan ook Contra-compositie X. Het komt echter niet voor in het boekje Unique studies for Compositions, waarin Van Doesburg alle voorstudies van zijn contra-composities opnam. De huidige titel is gebaseerd op een omstreeks 1927 door Van Doesburg opgestelde lijst, waarin het vermeld wordt als 'C.C. X 1925 (genummerd als XV)' en het artikel 'Elementarisme (Manifest-fragment)', dat in 1926 in De Stijl verscheen. Bovendien draagt het werk aan de achterzijde het opschrift 'CC XV // 1925'.
Van het werk is wel een voorstudie in gouache op papier bewaard gebleven, die ongeveer even groot is als het schilderij en in het bezit is van het Centraal Museum in Utrecht.
Contra-compositie XV ontstond tussen 27 augustus en 30 november 1925. Op 27 augustus schreef Van Doesburg zijn vriend César Domela Nieuwenhuis dat hij nog maar twee schilderijen met diagonale lijnen voltooid had (Contra-compositie VI en Contra-compositie XIV) en vanaf 30 november maakte het deel uit van de tentoonstelling L'Art d'Aujourd'hui.

## Herkomst
In 1930 werd op initiatief van de Poolse kunstenaarsvereniging Grupa „a.r.” een afdeling moderne kunst opgericht in Muzeum Sztuki w Łodzi, het gemeentemuseum van Łódź. De leden van deze vereniging vroegen Van Doesburg op 30 oktober van dat jaar een van zijn werken aan de International Collection of Modern Art of the "a.r." group te doneren. Van Doesburg gaf gehoor aan deze oproep door Contra-compositie XV op te sturen, dat begin januari 1931 namens Grupa „a.r.” door Henryk Stażewski in ontvangst werd genomen en vervolgens aan Museum Sztuki geschonken werd.